# Дяченко, Сергей Сергеевич
Серге́й Серге́евич Дяче́нко (14 апреля 1945, Киев — 5 мая 2022, Лос-Анджелес) — советский и русский литератор, получивший признание как писатель-фантаст; кинодраматург, сценарист, в частности фильма «Обитаемый остров» (2008). Писал в соавторстве со своей супругой Мариной Дяченко-Ширшовой научно-фантастические, фэнтезийные, сказочные произведения (классическую фэнтези, нетрадиционную фэнтези, современную (городскую) фэнтези и её модификации, социальную НФ, сказки для детей).
Среди наиболее известных произведений Марины и Сергея — трилогия «Ведьмин век» (1997—2020), цикл «Скитальцы», трилогия «Vita Nostra» (2007, 2021, 2024). К лучшим произведениям Марины и Сергея относятся роман «Vita Nostra», романы «Армагед-дом», «Пандем», «Пещера», «Долина Совести».
Супруги — лауреаты многих литературных премий в области фантастики. Также сам Дяченко — лауреат ряда всесоюзных, международных премий в области кино, лауреат Государственной премии УССР (1987). По первоначальной профессии был психиатром; кандидат биологических наук (1973). Поздние годы жизни провёл в США.

## Биография

### Родители
Родился 14 апреля 1945 года в Киеве. Отец — профессор Сергей Степанович Дяченко, знаменитый учёный-микробиолог:189, мать — Вера Ивановна:233 (в девичестве Калиновская), учительница физики:192. Прадед Сергея Сергеевича Дяченко по матери — грек по имени Харлампий, православный священник, пришедший на Украину из Афона:192,220.
Родился Сергей Степанович в селе Басань, в патриархальной семье. Став врачом, приехал в Нежин преподавать в педагогическом институте анатомию, где и встретил свою будущую жену увидев её в студенческом хоре. Поженившись, Сергей Степанович и Вера переехали в Киев:192.
В 1938 году Сергей Степанович, работавший старшим научным сотрудником Киевского санитарно-бактериологического института, был репрессирован. Находился в Лукьяновской тюрьме, однако, несмотря на пытки, не признавал себя виновным. В конце концов его выпустили и оправдали. Работал в Киевском медицинском институте:189—191, был заведующим кафедрой микробиологии:217.

### Детство и юность
В школьные годы Сергей Сергеевич Дяченко учился самбо. Выступая на городском соревновании по самбо в легчайшем весе до 52 кг, занял второе место по городу:204. Лет с тринадцати занимался также в бассейне, через несколько лет получил разряд по плаванию. Учился в группе подводному многоборью:215.
В детстве мечтал стать знаменитым путешественником. В старших классах писал стихи, мечтал стать поэтом или прозаиком:215.
Старшая сестра Сергея Сергеевича Дяченко Наталья:200 стала видным вирусологом (доктор наук, академик:200). После окончания в 1963 году школы Сергей Сергеевич Дяченко, согласно семейной традиции, пошёл учиться на медика:215—216. Его отец многие годы возглавлял приёмную комиссию мединститута, поэтому на семейном совете было решено, что Сергей Сергеевич поступит в другой мединститут, где его никто не знает. Так и произошло: сначала Сергей поступил в Винницкий медицинский институт и только затем перевёлся в Киев:217—218.
В студенческие годы Сергей увлёкся генетикой, которая в то время была в СССР под запретом, и психиатрией:221—228. На шестом курсе специализировался по психиатрии:228.
В студенческом возрасте Сергей также участвовал во всесоюзных соревнованиях по плаванию. За короткий срок достиг немалых успехов в области подводного плавания, выполнив норматив мастера спорта и показав третий в СССР результат:208—209.
Участвовал в подводных экспедициях. В одной из таких экспедиций (на севере Тихого океана, на Командорских островах) в 1969 году команда, одним из членов которой был Сергей Дяченко, изучала жизнь морских львов, котиков и каланов, сняла о них фильм:210.
Ещё в школьном возрасте Сергей попробовал себя в поэзии, в годы последующей учёбы обратился к первым прозаическим литературным опытам. Его собственными любимыми писателями были Стругацкие и Лем.
Окончил с красным дипломом Киевский мединститут (1969), затем окончил аспирантуру (1972) при новосозданном в Киеве Институте молекулярной биологии и генетики АН УССР. Одновременно с учёбой в аспирантуре писал свой первый роман — «Симфония», герой которого, врач-психиатр, оказался в сложной нравственной ситуации, ситуации выбора.

### Учёный
В 1973 году Дяченко стал кандидатом биологических наук. Тема его диссертации — «Мутагенное действие ДНК на дрозофилу»:238. Институт молекулярной биологии и генетики АН УССР предлагал Дяченко место заведующего лабораторией, где его ждала гарантированная академическая карьера, однако Сергея влекла психиатрия, и он устроился работать простым ординатором в психиатрической больнице:238—239.
Затем Дяченко отослал в только что открывшийся в Москве Институт медицинской генетики Академии медицинских наук СССР составленную им программу исследований по генетике преступности. Директор института пригласил Дяченко на собеседование. Так как в институт были набраны врачи, не разбирающиеся в генетике, и биологи-генетики, не разбирающиеся в медицине, Сергей Дяченко, являющийся и медиком, и биологом-генетиком, оказался необходим институту в качестве своеобразного «связующего звена»:239—240.
Позднее Дяченко вспоминал: «Меня пригласили в Москву, я стал самым молодым заведующим лабораторией в академическом институте — сказочная карьера для киевлянина в советские времена! Но… Радости не было! Нельзя „делать науку“ в отсутствие реактивов, приборов, зарубежных поездок, да еще в идеологических шорах… А тут еще начали тянуть в компартию, ибо не положено завлабу быть беспартийным, задолбали разными поездками в колхоз на картошку, собраниями по изучению великой книги вождя Л. И. Брежнева „Малая земля“… [Я] в партию не вступил, зато стал поступать в Институт кинематографии, ВГИК, на сценарный факультет».
Занимался исследованиями психопатологии преступников; вспоминал, что примерно к 1980 году имел «почти готовый материал для докторской диссертации» («моя докторская была посвящена генетике агрессивности»). Также работал по тематике суицида.

### Обучение во ВГИКе
Поступая во ВГИК в 1975 году (очень престижный институт кино, где конкурс при поступлении был огромен), Дяченко сдал экзамены на «отлично»:243. В 1976 году он участвовал в проводившемся в Москве семинаре молодых писателей, который вёл Василий Аксёнов, выбравший рассказы Дяченко из многих конкурсных работ. Обсуждение рассказов Дяченко с Аксёновым явилось очень значимым событием в становлении Дяченко как прозаика:248.
Во ВГИКе Сергей учился заочно (мастерская Крючечникова):244, совмещая это с научной работой в Институте медицинской генетики АМН СССР:262. Во время обучения во ВГИКе по сценариям Дяченко было поставлено несколько фильмов. Один из них, «Генетика и мы», получил в 1978 году Гран-при Всесоюзного кинофестиваля. Критики назвали этот фильм заметным явлением, новым словом, прообразом научно-художественного кино (фильм сочетал в себе признаки научно-популярного и художественного):245.
В 1980 году Сергей окончил сценарный факультет ВГИКа. Сценария фильма «Генетика и мы» было бы достаточно для дипломной работы, в деканате для Дяченко был уже заготовлен диплом с отличием. Однако Сергей выбрал для диплома другую тему: решил написать сценарий художественного фильма о репрессированном биологе Николае Вавилове (на основе документальных материалов), хотя в это время — время брежневского застоя — говорить о репрессиях не разрешалось и было опасным. Особенностями написанного Сергеем сценария явились высокая ступень жёсткости и натурализма. Сценарий не приняли и резко раскритиковали во время защиты, назвали антисоветским; скандал оказался очень громким:245—248. Сергея Дяченко за этот сценарий едва не отчислили из ВГИКА, однако диплом всё же удалось защитить: Дяченко поддержал знаменитый сценарист Василий Соловьёв. В итоге Дяченко получил четыре за сценарий, и диплом с отличием ему не достался:248.

### Сценарист и прозаик
В 1981 году Сергей Дяченко начал публиковаться. На следующий год была напечатана его первая книга рассказов. Эта книга (под названием «Золотий дощ») вышла в киевском издательстве «Молодь» на украинском языке, хотя рассказы, из которых она была составлена, Дяченко написал на русском языке. Книгу требовалось перевести на украинский язык в предельно жёсткие сроки, времени на перевод почти не оставалось, и тогда отец Сергея Сергей Степанович взялся переводить сборник, работая по шестнадцать часов в сутки. Благодаря этому книгу удалось выпустить:249.
С 1982 года Сергей Сергеевич сосредоточился на творческой деятельности («…распрощался с почти готовой докторской, ушел в мир кино и литературы, на вольные хлеба»). Его рассказы и очерки публиковались в газетах и журналах. Устроился работать в очень престижное издание — «Литературную газету», где стал сотрудником рубрики «Клуб двенадцать стульев», публикуя в ней забавные истории и фельетоны. Дважды был лауреатом «Литературной газеты» и дважды — журнала «Огонёк»:250. В 1983 году Дяченко стал членом Союза писателей СССР:265.
Сергей Дяченко написал сценарии многих документальных и художественных фильмов. Член Союза кинематографистов СССР с 1987 года, впоследствии член экспертного совета при Союзе кинематографистов Украины.
В 1987 году:267 получил Государственную премию Украины за сценарий документального фильма «Звезда Вавилова», вышедшего на экраны в 1984 году:265. Также этот фильм был удостоен главного приза XVIII Всесоюзного кинофестиваля, главного приза Республиканского кинофестиваля в Киеве:267, премии «Ника». Повесть Сергея Дяченко, написанная по мотивам этого фильма, стала второй авторской книгой Сергея (вышла в 1985 году):267.
Дяченко получил также премию «Ника» за сценарий фильма «Генетика и мы», Государственную премию имени Шевченко. Фильмы по его сценариям: «Микрохирурги», «Совесть в белых халатах», «Голод-33», «Гетманские клейноды» — стали призёрами международных кинофестивалей. В 1991 году фильм «Голод-33» получил гран-при Первого всеукраинского кинофестиваля:275
Как отмечал впоследствии сам автор, период написания сценария к фильму «Голод-33» был очень тяжёлым временем в его жизни. Архивы на эту тему оставались засекреченными, и официальная точка зрения гласила, что голода не было. Сергей расспрашивал жителей сёл — оставшихся в живых свидетелей голода — с диктофоном и записал десятки кассет. После этого у него возникла двухнедельная бессонница, на фоне депрессии Сергей десять дней не притрагивался к еде:272.
Сценарий фильма «Голод-33» первоначально был не принят и раскритикован, на худсовете Дяченко обвинили в антиисторизме и наветах на советскую власть. Однако затем Сергей написал очерк о голоде под названием «Страшный месяц пухкутень», опубликованный в журнале «Огонёк» в 1989 году и получивший премию этого журнала. Фактически это оказался первый материал о голоде 1930-х годов, напечатанный в советской прессе. Затем Дяченко, опубликовав забракованный сценарий фильма, призвал к сбору денежных средств, который должен был помочь снять ленту. Приходили почтовые переводы, в итоге удалось собрать более полутора миллионов рублей. Приходили также тысячи писем с подробностями трагедии — воспоминаниями, личными историями, фотографиями умерших от голода людей. В итоге фильм удалось снять, и первый его показ состоялся на Первом всеукраинском фестивале в 1991 году:273—275. В том же году сценарий фильма был издан под названием «Жах: Кіноповість про голод 1933 року».

### Супружество
Первый раз Сергей Дяченко женился в 1968 году, позже развёлся. В 1977 году женился во второй раз (его избранница, как и сам Сергей, работала в Институте медицинской генетики), в 1979 году появился на свет сын Серёжа, потом родился сын Саша:263—264. В 1989 году Сергей Дяченко развёлся. С 1993 года был женат на Марине Дяченко-Ширшовой.
Впервые Сергей увидел — и полюбил — Марину на сцене в пьесе «Заложники вечности», где Марина играла романтическую роль и произвела на Сергея Дяченко большое впечатление:269. Он решил, что Марина идеально подходит для роли Людоедки в его пьесе о голоде 1930-х годов. В то время Сергей находился в серьёзной депрессии:268: из-за развода со второй женой, разлуки с детьми, к тому же борьба за фильм о голоде 1930-х отняла немало сил и здоровья:278—279. Первая попытка завоевать любовь Марины окончилась неудачно: Сергей Дяченко показался ей интересным, но неадекватным человеком. Они расстались на два года:277—278. Спустя два года Сергей, чьё душевное состояние уже стабилизировалось, пригласил Марину к себе домой и дружески беседовал с ней. Он рассказал девушке о своём замысле: замысле сценария художественного фильма об Олексе Довбуше, карпатском Робин Гуде, — и предложил совместно работать над сценарием. Марина с удовольствием стала участвовать в подборе материала, изучении архивных источников. Позднее Марина и Сергей поженились:280—282.
Незадолго до женитьбы Сергей прочёл повесть Марины и был потрясён оригинальностью идей и утончённостью стиля. «Я тут же выцарапал её из театра, и мы начали писать романы». Первыми романами супружеского тандема явились «Привратник» и «Ритуал»:283—284.
У Сергея и Марины была дочь Анастасия (родилась в 1995, умерла в 2018 году; в годы перед смертью училась на режиссёра в Университете Южной Калифорнии).
До 2009 года семья жила в Киеве (в Святошине, на улице Семашко в Академгородке), после этого переехала в Москву, а в 2013 году — в Лос-Анджелес. По их собственным словам: «Наш отъезд в Москву был на тот момент просто отъездом в Москву — по работе, к друзьям, к новым планам. И позже наш отъезд в Америку тоже не был бегством — мы чувствовали себя свободными в какой-то момент сделать этот выбор. По творческим, а не иным причинам».

## Соавторство
Для творчества Марины и Сергея Дяченко характерно постоянное экспериментирование. Они смешивают жанры, ищут и находят новые темы, затрагивают новые философские и нравственные проблемы. Как писателей Дяченко в первую очередь интересуют углублённая психология героев, точность деталей, романтизм, лиричность и поиск света в конце тёмного тоннеля. Биограф Дяченко Юлия Андреева отмечает, что, «как всегда, их произведения вызывают желание изменять мир к лучшему»:299.
ПО утверждению критика Александра Ройфе, у творчества супругов Дяченко две ипостаси: одна — фэнтези, литература «меча и магии», другая — социальная фантастика в духе Стругацких. Ройфе добавляет, что в обеих ипостасях Дяченко смогли добиться многого, однако «„дорогой Стругацких» (с той или иной степенью успешности) идет немало сочинителей, а вот место Дяченко в отечественной фэнтези, без преувеличения, уникально».
Как отмечает литературный критик Владимир Ларионов: «Персонажи Дяченко живут в мирах, созданных безудержной фантазией писательского дуэта, обладая иногда совершенно невероятными способностями, тем не менее их переживания подлинны, любовь реальна, ощущения правдивы, они настоящие, они похожи на нас. С безжалостной откровенностью и одновременно очень деликатно авторы обнажают чувства своих героев, заставляя читателя верить, любить, надеяться и делать выбор вместе с ними». Сам Дяченко высказывался о своём творчестве: «Наши книги — это истории людей, которых мы знаем, это жизнь городов и стран, с которыми мы сталкивались… Другое дело, что мы пишем об этой реальности под особым ракурсом, ракурсом фантастического допущения, но того лишь ради, чтобы высветить глубинную суть вещей. Для нас герои наших книг — живые люди. Даже если они обитают где-то в параллельных мирах… А вдруг?..»
Одной из важнейших тем Дяченко является тема морального выбора, совершаемого в ситуации, не допускающей однозначных решений. При этом в ранних произведениях Дяченко для их авторов важен прежде всего сам выбор, а не его последствия — которые, как правило, предугадать нельзя. В этом — значительное сходство прозы Дяченко и прозы братьев Стругацких (например, в предисловии к «Улитке на склоне» Стругацкие отмечали, что читателя не должна интересовать дальнейшая судьба Кандида — гораздо важнее осознание Кандидом происходящего и выбор, который он совершает). В произведениях Дяченко зрелого периода — «Долина Совести», «Пандем», «Варан» — внимание авторов сосредоточивается уже на последствиях решений героев.

## Фильмография

### Сценарист
1. 1978 — Генетика и мы (документальный) — в соавторстве с Еленой Саканян.
2. 1980 — Природы крепкие затворы (документальный).
3. 1984 — Звезда Вавилова (документальный).
4. 1987 — Микрохирурги (документальный).
5. 1988 — Совесть в белых халатах (документальный).
6. 1988 — Дело №1500 (документальный).
7. 1990 — Николай Вавилов (СССР, ФРГ) («Семья», 1-я серия, «Секретарша», 2-я серия, «Телохранитель», 3-я серия) — в соавторстве с Юрием Арабовым, Александром Прошкиным.
8. 1991 — Голод-33 — в соавторстве с Лесем Танюком.
9. 1993 — Гетманские клейноды | Гетьманські клейноди (Украина) — в соавторстве с Леонидом Осыкой.
10. 1998 — Свидание с химерой (документальный) — в соавторстве с Мариной Дяченко.
11. 2004 — Украденное счастье | Украдене щастя (Украина) — в соавторстве с Мариной Дяченко.
12. 2006 — Курица, которая несла всякую всячину (мультфильм) — в соавторстве с Мариной Дяченко.
13. 2008 — Театральный роман (мультфильм) — в соавторстве с Мариной Дяченко.
14. 2008 — Красная жаба (мультфильм) — в соавторстве с Мариной Дяченко.
15. 2009 — Обитаемый остров — в соавторстве с Эдуардом Володарским, Мариной Дяченко.
16. 2009 — Обитаемый остров. Схватка — в соавторстве с Эдуардом Володарским, Мариной Дяченко.
17. 2009 — Любить и ненавидеть («Шантаж», «Дело №1») — в соавторстве с Ириной Карповой, Екатериной Костиковой, Юшей Зверовичем, Валентином Донсковым.
18. 2010 — Рейдер — в соавторстве с Мариной Дяченко.
19. 2012 — Белая гвардия — в соавторстве с Мариной Дяченко, Сергеем Снежкиным.
20. 2012 — Цвет времени: Война (документальный).
21. 2013 — Тёмный мир: Равновесие — в соавторстве с Мариной Дяченко.
22. 2014 — Тёмный мир: Равновесие (сериал) — в соавторстве с Мариной Дяченко.
23. 2014 — Жизнь и искушения Михаила Булгакова (не был завершён) — в соавторстве с Мариной Дяченко.
24. 2014 — Седьмая руна — в соавторстве с Мариной Дяченко, Алексеем Сидоровым.
25. 2014 — Ёлки 1914 — в соавторстве с Ильёй Цофиным, Ольгой Хариной, Анной Матисон и др.
26. 2015 — Он — дракон — в соавторстве с Мариной Дяченко, Индаром Джендубаевым, Алексеем Арсеньевым.
27. 2015 — Потеряшки — в соавторстве с Мариной Дяченко, Екатериной Линцевич, Еленой Шаталовой.
28. 2017 — Перепутанные — в соавторстве с Мариной Дяченко.
29. 2018 — Лучше, чем люди — в соавторстве с Александром Даганом, Натальей Кудрявцевой, Василием Мешковым и др.
30. 2018 — Девятая — в соавторстве с Мариной Дяченко, Александром Родионовым, Майклом Куписком и др.
31. 2019 — Подкидыш — в соавторстве с Мариной Дяченко, Андреем Галановым.
32. 2020 — СССР — в соавторстве с Мариной Дяченко.

### Режиссёр
1. 1988 — Совесть в белых халатах (документальный).

### Продюсер
1. 2004 — Писатель и вождь: Александр Фадеев. Выстрел в партию (документальный).

## Награды и премии
- Государственная премия УССР имени Т. Г. Шевченко (1987) — за сценарий фильма «Звезда Вавилова» (1987).
- Премии «Литературной газеты» «Золотой телёнок» (1983) и журнала «Огонёк»[28].